# San Diego Gulls (1990-1995)
I San Diego Gulls sono stati una squadra di hockey su ghiaccio della con sede nella città di San Diego, nello Stato della California. Nacquero nel 1990 e militarono nella International Hockey League fino al loro scioglimento avvenuto nel 1995. Disputarono i loro incontri casalinghi presso la San Diego Sports Arena.

## Storia
Nel 1990 dopo oltre dieci anni di assenza fece ritorno a San Diego l'hockey su ghiaccio professionistico grazie alla nascita dei Gulls, seconda squadra a portare quel nome dopo quella che giocò nella Western Hockey League fino al 1974.
Libera dai vincoli delle franchigie NHL la squadra iniziò subito a ingaggiare numerosi giocatori di livello, inclusi diversi giocatori russi alla loro prima esperienza in Nordamerica dopo lo scioglimento dell'Unione Sovietica e l'apertura delle frontiere. Nel corso della stagione 1992-93 i Gulls furono autori di una delle migliori stagioni nella storia dell'hockey professionistico, con 66 vittorie e 132 punti conquistati in 82 partite di stagione regolare, record assoluto della IHL, tuttavia in finale della Turner Cup vennero sconfitti nettamente per 4-0 dai Fort Wayne Komets.
La squadra giocò fino al 1995, anno in cui la franchigia si trasferì a Los Angeles assumendo il nome di Los Angeles Ice Dogs. A San Diego invece nello stesso anno rinacque una terza squadra denominata sempre Gulls che si iscrisse alla West Coast Hockey League, lega confluita poi nella ECHL.

### Affiliazioni
Nel corso della loro storia i Detroit Vipers sono stati affiliati alle seguenti franchigie della National Hockey League:
- New York Rangers: (1992-1993)
- Mighty Ducks Anaheim: (1993-1995)

## Record stagione per stagione
| San Diego Gulls |           |    |    |    |    |     |     |     |    |                                                                                                  |
| 1990-91         | West      | 83 | 30 | 45 | 8  | 68  | 273 | 362 | 5° |                                                                                                  |
| 1991-92         | West      | 82 | 45 | 28 | 9  | 99  | 348 | 298 | 3° | perde 1º turno (Peoria) 0-4                                                                      |
| 1992-93         | Pacific   | 82 | 62 | 12 | 8  | 132 | 381 | 229 | 1° | vince 1º turno (Peoria) 4-0 vince semifinali (Kansas City) 4-1 perde Turner Cup (Fort Wayne) 0-4 |
| 1993-94         | Pacific   | 82 | 42 | 28 | 11 | 95  | 311 | 302 | 2° | vince 1º turno (Las Vegas) 4-3 perde semifinali (Atlanta) 1-4                                    |
| 1994-95         | Southwest | 81 | 37 | 36 | 8  | 82  | 268 | 301 | 4° | perde 1º turno (Milwaukee) 2-3                                                                   |

## Record della franchigia

### Singola stagione
Gol: 60  Dmitrij Kvartal'nov (1991-92)
Assist: 73  Len Hachborn (1991-92)
Punti: 118  Dmitrij Kvartal'nov (1991-92)
Minuti di penalità: 495  Daniel Shank (1992-93)

### Carriera
Gol: 100  Hubie McDonough
Assist: 152  Hubie McDonough
Punti: 252  Hubie McDonough
Minuti di penalità: 1042  Denny Lambert
Partite giocate: 281  Denny Lambert

## Palmarès

### Premi di squadra
- Fred A. Huber Trophy: 1

1992-1993

### Premi individuali
- Governor's Trophy: 1

Bill Houlder: 1992-1993
- IHL Man of the Year: 1

Robbie Nichols: 1992-1993
- James Gatschene Memorial Trophy: 1

Dmitrij Kvartal'nov: 1991-1992
- James Norris Memorial Trophy: 1

Rick Knickle e Clint Malarchuk: 1992-1993
- Leo P. Lamoureux Memorial Trophy: 1

Dmitrij Kvartal'nov: 1991-1992